# Heiko Bleher
Heiko Bleher (* 18. Oktober 1944 in Frankfurt am Main; † 15. August 2025) war ein Forscher, Fotograf, Filmemacher und Ichthyologe, der sich in der wissenschaftlichen Welt einen hervorragenden Ruf als Kenner von Süß- und Brackwasserlebensräumen gemacht hat. Er hat viele Fisch- und Wasserpflanzenarten entdeckt, von denen einige seinen Namen tragen, darunter Hemigrammus bleheri, Leporinus bleheri, Bleheratherina pierucciae, Steatocranus bleheri, Channa bleheri, Phenacogrammus bleheri, Moenkhausia heikoi, Chilatherina bleheri, und Vrisea bleheri.

## Leben
Bleher wurde während der Luftangriffe auf Frankfurt am Main in einem Bunker geboren. Als Kind lebte er mit seiner Mutter, Amanda Flora Hilda Bleher, geborene Kiel, und seinen drei älteren Geschwistern zunächst in Frankfurt und dann, ab 1954, mehrere Jahre im brasilianischen Dschungel, wo sie entlang des Rio Guaporé (Río Iténez) Wasserpflanzen und Zierfische suchten. Die Leidenschaft für Wasserpflanzen (Hydrophyten) und die Ichthyofauna erbte Bleher nach eigenem Bekunden wohl von seiner Mutter oder seinem Großvater Adolf Kiel, einem Pionier der Aquaristik, der als „Vater der Wasserpflanzen“ bekannt wurde und bereits 1877 mit der Zucht von Kois begann. 1962 ging er an die University of South Florida, Tampa, um Ichthyologie zu studieren. Er arbeitete in der Region auch auf mehreren der größten Fischfarmen und erwarb sich einen Ruf als Züchter, der in der Lage war, wilde Arten über Zuchtprogramme zu Aquarienfischen zu machen.
In den folgenden Jahrzehnten entdeckte er etliche Fischarten, darunter Diskusfische, Salmler und Regenbogenfische auf seinen weltweiten Expeditionen, die er überwiegend allein durchführte. Im Herbst 2008 wurde er in Brasilien zusammen mit seiner Frau verhaftet, weil er angeblich versucht hatte, in Formalin und Alkohol konservierte Fische ohne Genehmigung außer Landes zu bringen. Bleher jedoch, der deswegen zu einem dreieinhalbjährigen brasilianischen Gefängnisaufenthalt verurteilt wurde, war der Ansicht, dass er wegen seines offenen Widerstandes gegen die Zerstörung des Regenwaldes von den Behörden ins Visier genommen worden war.
Unter Aquarianern ist Bleher nicht nur durch seine vielen Neuentdeckungen und Importe, sondern auch durch seine Vorträge bekannt. Heiko Bleher war Herausgeber mehrerer Bücher und Managing Editor der wissenschaftlichen Zeitschrift aqua – International Journal of Ichthyology. Er lebte zuletzt in Miradolo Terme, Italien.

## Dedikationsnamen
Nach Heiko Bleher wurden folgende Gattungen und Arten benannt:
- die Ährenfischgattung Bleheratherina
- Blehers Rotkopfsalmler Petitella bleheri
- der Regenbogenfisch Chilatherina bleheri, mit Gerald R. Allen 1982 entdeckt und nach Deutschland importiert[18]
- der Regenbogen-Schlangenkopf Channa bleheri
- das Blauauge Kiunga bleheri
- der Engmaulsalmler Leporinus bleheri
- der Salmler Nannaethiops bleheri
- der Kongosalmler Phenacogrammus bleheri
- der Buckelkopfbuntbarsch Steatocranus bleheri